# Рид, Ханна
Ханна Альбертина Рид (швед. Hanna Albertina Rydh; 12 февраля 1891, Адольф-Фредрик, Стокгольм, Шведско-норвежская уния — 29 июня 1964, Стокгольм, Швеция) — шведский археолог и политик, общественный деятель.

## Биография
Ханна Рид родилась в обеспеченной семье в 1891 году. Младшая из троих детей. Её отец владел фирмой, а мать была учительницей. В 1919 году Ханна Рид получила степень доктора археологии в Университете Уппсалы, защитив диссертацию на тему «Dosformiga spännen från vikingatiden». Она вела археологические исследования в Бирке и Адельсе, а также заинтересовалась Готландом в каменном и раннем железном веке. Вместе со своим мужем Брором Шнитгером (швед. Bror Schnittger) она раскопала руины Aranäs в Вестергётланде с 1916 по 1925 год. Она также участвовала в раскопках за пределами Швеции. В 1924 году она была ассистентом во французском Музее национальной археологии, где отвечала за коллекции палеолита, а затем проводила раскопки в Пиренеях.
После смерти она вышла замуж за Мортимера Манк аф Розеншёльда (швед. Mortimer Munck af Rosenschöld), служившего губернатором лена Емтланд с 1931 по 1938 год. В течение многих лет в качестве жены губернатора округа в Эстерсунде Рид прилагала большие усилия для сохранения культурного наследия округа, и особенно для музея округа Емтланд — Ямтли.
Рид стала первой женщиной в Швеции, сменившей своего мужа на посту губернатора, когда он вышел на пенсию в 1938 году.
Ханна Рид опубликовала множество научно-популярных работ, а также была председателем Союза Фредрики Бремер (FBF) — одной из старейших женских организаций Швеции (три основных вопроса, интересующих организацию: расширение женского представительства в политической жизни, больше мужчин, ухаживающих за детьми, и равная с мужчинами оплата труда) в 1937—1949 годах, а также председателем организации Международный альянс женщин в 1946—1952 годах, её сменила датчанка Эстер Графф.
Ханна Рид была членом парламента от «Народной партии» во второй палате Стокгольмского городского округа с 1943 по 1944 год. В Риксдаге она особо затронула вопрос об улучшении положения гражданских служащих, в том числе учителей.
Ханна Рид возглавила археологическую экспедицию в Ранг-Махал на северо-западе Индии у границы с Пакистаном в 1953—1954 годах. Некоторые археологические находки Ханны Рид сегодня находятся в коллекциях мировых культурных музеев.
Улица Ханны Рид во Фрюангене (район в самой южной части Стокгольма) носит её имя.

## Некоторые работы
- Исторические источники Стриндберга «Mäster Olof» (швед. De historiska källorna till Strindbergs "Mäster Olof", 1915)
- Олаус Петри: живой рисунок (швед. Olaus Petri: en levnadsteckning, 1917)
- швед. Dosformiga spännen från vikingatiden (1919)
- швед. Där fädrens kummel stå: en utfärdsbok för Stockholmstraktens fornlämningar, två delar (1922)
- Тысячелетия пещерных людей (швед. Grottmänniskornas årtusenden, 1926)
- Женщина в старые времена Севера (швед. Kvinnan i Nordens forntid, 1926) (факсимильное издание 2003)
- Страна солнца: описание словами и изображениями древнего и Нового Египта (швед. Solskivans land: skildringar i ord och bild från det gamla och nya Egypten, 1927) (перевод на английский язык под названием «Земля бога солнца: описание древнего и современного Египта» (англ. The land of the sun-god: description of ancient and modern Egypt), 1929)
- Aranaes: замок 12-го века в Вестергетланде / раскопан Брором Шнитгером; описан Брором Шнитгером и Ханной Рид (швед. Aranaes: en 1100-talsborg i Västergötland/utgrävd av Bror Schnittger; beskriven av Bror Schnittger och Hanna Rydh, 1927)
- Вокруг берегов Средиземного моря: древность и современность (швед. Kring Medelhavets stränder: forntid och nutid, 1928)
- Мать рассказывает о том, как это было в мире (швед. Mor berättar om hur det var förr i världen, 1930) (перевод на датский язык под названием «Mor fortaeller om hvordan der var i Verden i gamle Dage», 1947)
- швед. Adelsö, (1930)
- швед. Stora Karlsö under forntiden, 1931
- швед. Hos stenåldersfolket, 1933
- швед. Hur man levde i Faraos land, 1933
- швед. Bland fornminnen och indianer, 1934
- швед. Förhistoriska undersökningar på Adelsö, 1936
- швед. Oscar Montelius: en vägrödjare genom årtusenden, 1937
- швед. Grottan Stora Förvar på Stora Karlsö/undersökt av Lars Kolmodin och Hjalmar Stolpe; beskriven av Bror Schnittger och Hanna Rydh, 1940
- швед. Frihet och demokrati, 1940
- Моя поездка в Индию (швед. Min resa till Indien, 1946)
- швед. Jämtland och Härjedalen - läsebok för skola och hem, Hembygdsböckerna, 1948
- швед. Brytningstid i Orienten, 1952
- швед. Indisk ökenby, 1956
- Ранг-Махал: шведская археологическая экспедиция в Индию 1952—1954 (швед. Rang Mahal: the Swedish archaeological expedition to India 1952-1954, 1959)